# Mecanização

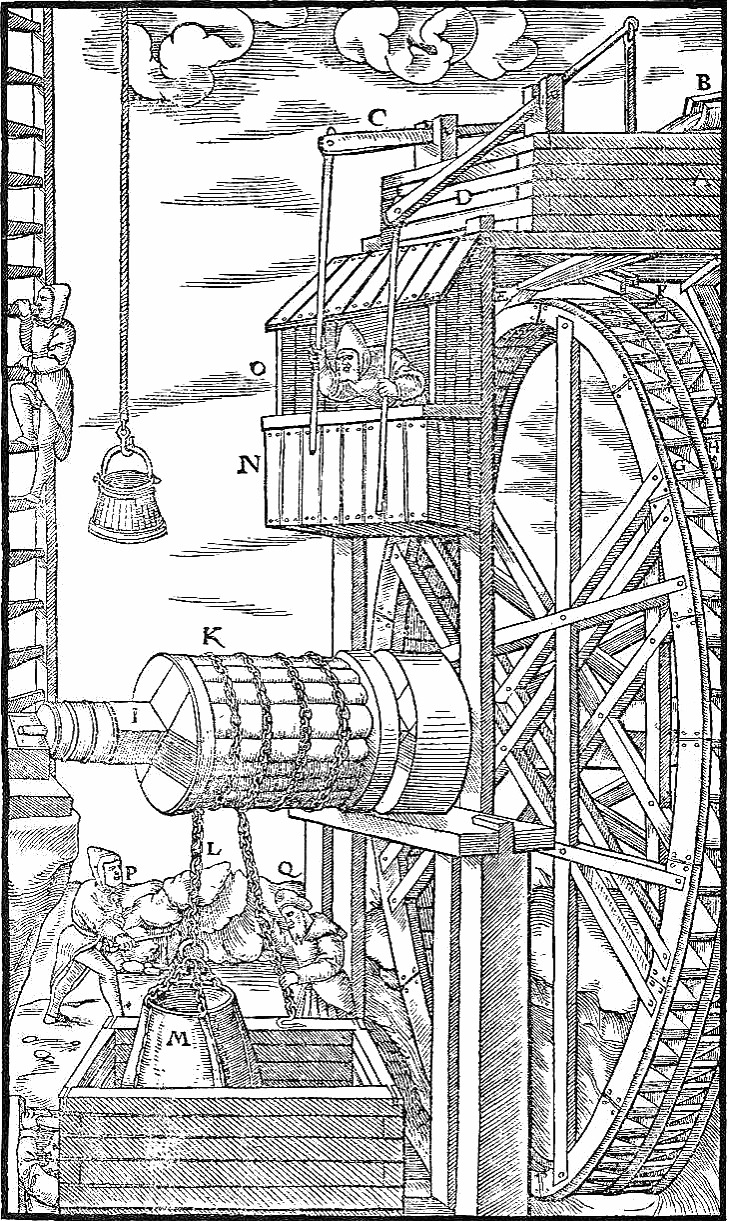
Uma grua de mineração movida a água usada para erguer minérios. Essa xilogravura foi retirada do De re metallica, por George Bauer (pseudônimo de Georgius Agricola, ca. 1555), um livro antigo de mineração que contém várias descrições e gravuras de equipamentos relacionados à atividade.

A mecanização é o uso de ferramentas e sistemas mecânicos para reduzir o trabalho físico dos seres humanos, mas também pode-se referir ao uso delas para auxiliar a realização de uma operação humana.
A mecanização leva à necessidade de mão de obra especializada no campo e na indústria, visto que, ocorrendo desemprego de pessoal incapacitado, surgiu a necessidade de especialização dos trabalhadores.
A extensão da mecanização em um processo de produção é chamada de automação, que é controlada por uma função de transferência de malha fechada na qual a retroalimentação é fornecida por sensores. Nesse sistema, as operações de diferentes máquinas eletromecânicas são realizadas automaticamente, com a utilização de controladores eletrônicos.

## História da mecanização
É difícil apontar o início da mecanização na história da humanidade. Sabe-se que data provavelmente do período Neolítico, o início do desenvolvimento de algumas ferramentas rudimentares, o arado e a tração animal, nas primeiras aldeias humanas, como apontam algumas pinturas rupestres encontradas por arqueólogos.
As rodas d'água datam do antigo Império Romano, e eram usadas para moer grãos e levantar água para irrigação. Por volta do século XIII, rodas d'água moviam serrarias, bem como a força hidráulica era empregada para puxar tecidos e linho, e mais tarde trapos de algodão para fazer tecidos. Martelos de viagem são mostrados triturando minério em De re Metallica (1555).
Contudo, a maior partes dos autores considera que a mecanização teve, de fato, seu início durante a Revolução industrial, no período entre 1760 a algum momento entre 1820 e 1840, em que o homem passou a deixar de utilizar métodos de produção artesanais e começou a se importar com métodos de produção por máquinas. A máquina na fábrica fez com que o rendimento do trabalho fosse ampliado. As produções globais começaram a se materializar. Assim, com o desenvolvimento da engenharia mecânica, processos históricos e de radical mudança começaram a ser observados em âmbitos sociais e econômicos.
Diferentes máquinas e tecnologias chegavam de cada parte do mundo. A lançadeira móvel, o carvão de coque, as produções de ferro. No transporte, a máquina a vapor e posteriormente o motor de combustão interna. Na indústria têxtil, as fiandeiras mecânicas e os teares completamente mecânicos. Posteriormente, com o desenvolvimento natural da mecanização e com os avanços em eletricidade, surgem os primeiros sistemas totalmente automatizados, o que daria início à automação industrial.

## Mecanização no contexto militar
No âmbito militar, a mecanização foi a adoção de veículos blindados de combate pelos exércitos no século XX, gerando novas forças como a cavalaria mecanizada. Juntamente com a motorização, ou seja, a adoção de veículos de transporte como os caminhões, ela substituiu a tração animal no deslocamento e logística. A mecanização pode também significar a importância relativa dos blindados sobre os soldados num exército.

## Mecanização agrícola
Até o século XVIII, a agricultura utilizava ferramentas rudimentares, fabricadas de forma artesanal em madeira e ferro. O uso de maquinário especializado para a semeadura e para a colheita permitiu a ampliação da produção agrícola e pecuária, derrubando as conclusões da teoria demográfica malthusiana, de que o aumento da população poderia levar a uma fome generalizada, pois, com a mecanização do campo foi possível aumentar significativamente a produção de alimentos. A mecanização do campo foi alicerce para a consolidação do agronegócio, sendo o sustentáculo da produção agroindustrial.